# Розенберг, Стюарт
Стюарт Розенберг (англ. Stuart Rosenberg; 11 августа 1927 — 15 апреля 2007) — американский режиссёр.

## Биография
Изучал ирландскую литературу в Нью-Йоркском университете. На последних курсах начал работать ассистентом монтажёра.
В 1957 г. работал режиссёром на телесериале «Декой» — первом полицейском сериале на американском телевидении с главным героем — женщиной. В следующие два года поставил 15 эпизодов детективного сериала «Обнажённый город». Из-за бойкота, устроенного гильдиями киноактёров и писателей, вынужден был покинуть съёмки своего первого художественного фильма «Корпорация „Убийство“»; место режиссёра занял продюсер фильма Берт Балабан. Потом Розенберг снова вернулся на телевидение, а в 1967 г. экранизировал тюремный роман Донна Пирса «Хладнокровный Люк», по сей день остающийся его самой известной и признанной работой.
Последний фильм снял в 1991 г. С 1993 г. преподавал в Американском институте киноискусства.

## Фильмография
- 1960 — Корпорация «Убийство» / Murder, Inc.
- 1961 — Вопрос 7 / Question 7
- 1967 — Хладнокровный Люк / Cool Hand Luke
- 1970 — Вуса / WUSA
- 1972 — Карманные деньги[англ.] / Pocket Money
- 1973 — Смеющийся полицейский / The Laughing Policeman
- 1975 — Подмокшее дело / The Drowning Pool
- 1976 — Путешествие проклятых / Voyage of the Damned
- 1979 — Любовь и пули / Love and Bullets
- 1979 — Ужас Амитивилля / The Amityville Horror
- 1980 — Брубэйкер / Brubaker
- 1984 — Крёстный отец Гринвич Виллидж / The Pope of Greenwich Village
- 1986 — Давай спасём Гарри / Let's Get Harry
- 1991 — Мои герои всегда были ковбоями / My Heroes Have Always Been Cowboys